# اونا مسگرو
اونا مسگرو (اسپانیایی: Ona Meseguer‎؛ زادهٔ ۲۰ فوریهٔ ۱۹۸۸) بازیکن واترپلو اهل اسپانیا است.